# Chios (Stadt)
Chios (griechisch Χίος (f. sg.)) ist eine griechische Stadt. Sie ist wirtschaftliches und kulturelles Zentrum der gleichnamigen Insel Chios und Gemeinde. Seit der Verwaltungsreform 2010 bildet die Stadt den gleichnamigen Gemeindebezirk Chios (Dimotiki Enotita Chiou Δημοτική Ενότητα Χίου) in der Gemeinde Chios (Dimos Chiou Δήμος Χίου) und ist deren Verwaltungssitz.

## Lage

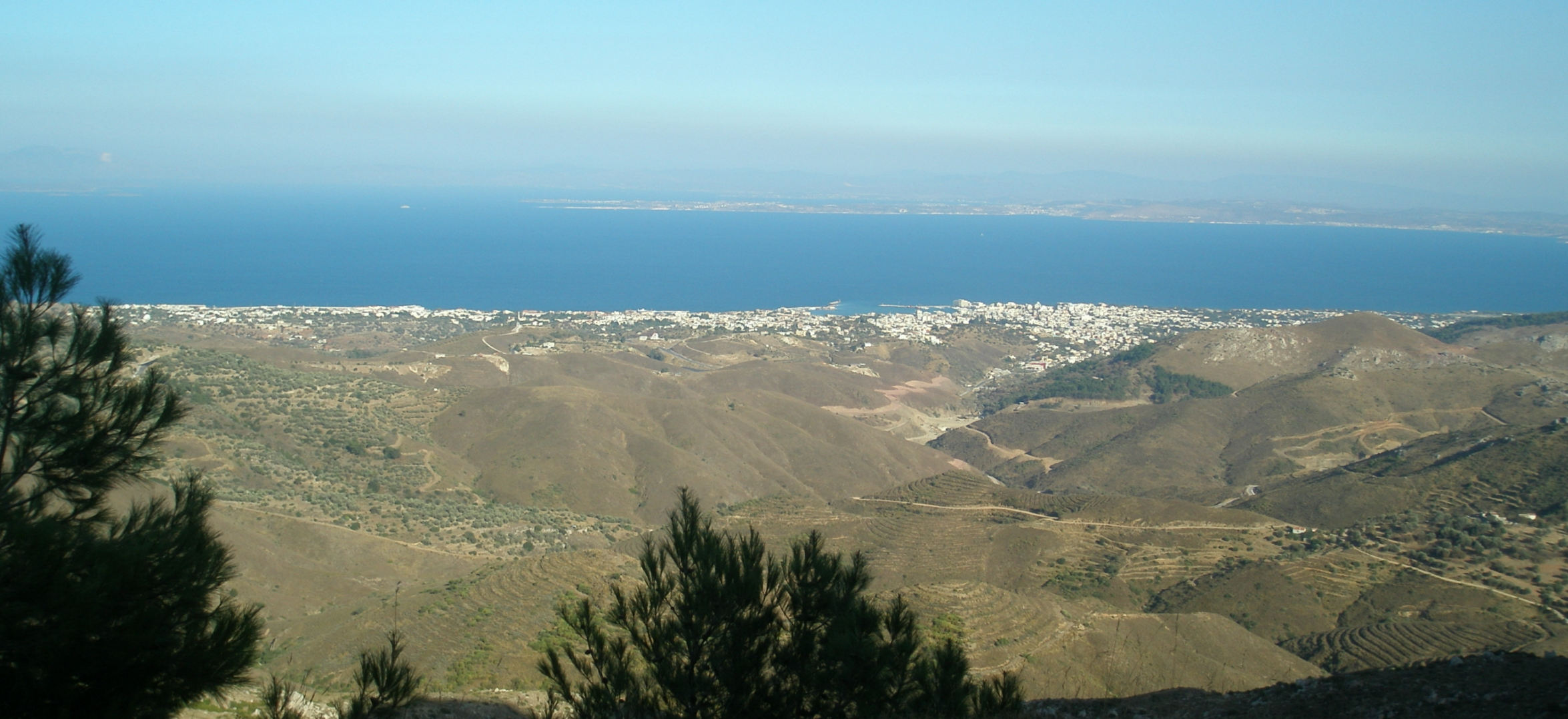
Die Stadt Chios, im Hintergrund die kleinasiatische Küste

Der Gemeindebezirk Chios erstreckt sich über 8 km an der mittleren Ostküste der Insel. Die Stadt Chios liegt 5 km entlang dem Küstenstreifen. Die Grenze zum Gemeindebezirk Omiroupoli im Norden verläuft auf etwa 2 km im Tal des Flusses Armenis (Αρμένης). Die maximale Ausdehnung nach Westen beträgt an der Grenze zum Gemeindebezirk Kambochora am Berg Korakaris (Κορακάρης) etwa 4 km, der gleichzeitig mit einer Höhe von etwa 350 m die höchste Erhebung darstellt. Südlich des Flughafens liegt die fruchtbare Kambosebene, das Gebiet des Gemeindebezirks erreicht hier fast die Ortsrandlagen von Thymiana im Gemeindebezirk Agios Minas. Die kleinasiatische Halbinsel Erythrea (Χερσόνησο της Ερυθραίας) liegt etwa 10 km östlich gegenüber der Meerenge von Chios (Steno tis Chiou Στενό της Χίου; auch Steno tis Erythreas Στενό της Ερυθραίας, türkisch Çeşme Boğazı).

## Geschichte
Die Geschichte von Stadt und Insel ist eng miteinander verknüpft. Die Lage in unmittelbarer Nähe zur kleinasiatischen Küste, an der Handelsroute vom Schwarzen Meer zur südlichen Ägäis brachte der Stadt schon früh große Bedeutung in wirtschaftlicher, strategischer und kultureller Hinsicht. Dies erweckte seit der Antike das Interesse und die Begehrlichkeit von Kolonisatoren und hatte eine wechselvolle Geschichte zur Folge.
Die erste nachgewiesene Besiedlung datiert vor dem 1. Jahrtausend v. Chr. Seit dieser Zeit belegen archäologische und architektonische Zeugnisse eine fortwährende Besiedlung durch die folgenden Epochen. Somit kann der Stadt eine mehr als 3000-jährige Geschichte bestätigt werden. Allerdings kann heute die Lage der antiken Gebäude nicht exakt bestimmt werden, da beim Wiederaufbau infolge der Zerstörungen durch Eroberungen und Erdbeben die alten Baumaterialien immer wieder Verwendung fanden.
Am 22. Märzjul. / 3. April 1881greg. wurde die Stadt beim Erdbeben von Chios mit der Stärke 6,5 nach der Oberflächenwellen-Magnituden-Skala fast vollständig zerstört.

## Öffentliche Einrichtungen
Korais-Bibliothek
Die Korais-Bibliothek (Δημόσια Κεντρική Ιστορική Bιβλιοθήκη Χίου Κοραή) wurde im Jahr 1792 gegründet. Mit etwa 140.000 Titeln ist sie die drittgrößte Bibliothek Griechenlands. Die Bibliothek ist nach dem Sammler und Begründer Adamantios Korais benannt, dessen Bücher nach seinem Tod in die Sammlung aufgenommen wurden. Im Obergeschoss befindet sich das Argenti Volkskundemuseum (Εθνολογικό και Λαογραφικό Μουσείο Αργέντη).
Kulturzentrum der Gemeinde Chios „Homerio“
Das Kulturzentrum der Gemeinde Chios „Homerio“ (Ομήρειο Πνευματικό Κέντρο Δήμου Χίου) wurde 1980 gegründet. Das Mehrzweckgebäude mit Konzertsaal, Tagungshalle, Konferenzraum und Ausstellungsräumen liegt im Stadtzentrum gegenüber dem öffentlichen Park.
Nordägäisches Schauspielhaus
Das Nordägäisches Schauspielhaus (Δημοτικό Περιφερειακό Θέατρο Βορείου Αιγαίου) wurde 1993 als Stadttheater von Chios gegründet. In Übereinkunft mit dem griechischen Kulturministerium wurde 1995 die Einrichtung als Nordägäisches Schauspielhaus beschlossen. Direktor ist seit 2004 der Film- und Theaterregisseur Dimos Avdeliodis, der bereits 1998–2000 dieses Amt ausübte.
Allgemeines Krankenhaus „Skylitsio“
Das Allgemeine Krankenhaus von Chios (Γενικό Νοσοκομείο Χίου Σκυλίτσειο) nahm bereits zum Ende des 19. Jahrhunderts seinen Betrieb auf. Es befindet sich etwa 2 km nördlich des Stadtzentrums. Heute unterhält das moderne, mit 98 Betten ausgestattete Krankenhaus unter anderem Stationen für Kardiologie, Neurologie, Gynäkologie, Chirurgie, und Orthopädie.

## Sehenswürdigkeiten

### Museen
Archäologisches Museum (Αρχαιολογικό Μουσείο)
Das Museum wurde zwischen 1966 und 1971 erbaut und von 1998 bis 1999 renoviert. Ausgestellt sind Fundstücke von Grabungen auf der ganzen Insel, u. a. vom Tempel des Apollo Faneos, vom Wehrturm Dotia bei Emborios, aus Emborios selbst, aus Agio Galas, der Stadt Chios und aus Archontiki auf Psara. Eine Dauerausstellung zeigt neben Kunstobjekten auch Gegenstände des alltäglichen Lebens von der Jungsteinzeit bis in die römische Zeit. Im zweiten Obergeschoss finden wechselnde Themenausstellungen statt. Das Museum wurde 2001 zum Europäischen Museum des Jahres nominiert.
Byzantinisches Museum
Die Metzitie Moschee (Μετζητιέ Τζαμί) wurde während der Herrschaft Sultans Abdülmecid I. 1843 erbaut. Die Moschee befindet sich östlich der Platia Vounaki (Πλατεία Βουνάκι) und wird als Byzantinisches Museum genutzt. Die ausgestellten Objekte stammen aus dem 5. bis 18. Jahrhundert. Die bedeutendsten Ausstellungsstücke sind ein Fresko von 1734 aus der Kirche Panagia Krina (Παναγία Κρήνα). Die Szene bildet ein Wunder des heiligen Nikolaus ab und zeigt drei schlafende Mädchen. Ein Ausstellungsstück genuesischer Kunst der Renaissance sind zwei Marmortürstürze, die den heiligen Georg als Drachentöter darstellen. Im Hof befindet sich neben zahlreichen anderen Stücken der frühchristlichen, byzantinischen, islamischen und spätbyzantinischen Zeit eine Skulpturensammlung aus genuesischer Zeit sowie jüdische Grabsteine und Kanonen aus dem 17. Jahrhundert.
Schifffahrtsmuseum
Das Schifffahrtsmuseum (Ναυτικό Μουσείο) ist in einem neoklassizistischen Gebäude im Stadtzentrum untergebracht. Die Gründer waren Angehörige von Seefahrerfamilien. 1991 ging das Museum von den Erben in eine öffentliche Stiftung über. Ausstellungsstücke wie Schiffsmodelle, Schiffsteile, Instrumente sowie Gemälde von chiotischen Segel- und Dampfschiffen veranschaulichen die wirtschaftliche Bedeutung der Schifffahrt für Chios.
Städtische Kunstsammlung
Die Städtische Kunstsammlung (Δημοτική Πινακοθήκη της Χίου) ist in der Nähe der Platia Vounaki (Πλατεία Βουνάκι) in einem von 1935 bis 1936 nach Plänen des Architekten Ioannis Despotopoulos erbauten Badehaus untergebracht. Nachdem der Badebetrieb Mitte der 1970er Jahre immer weiter zurückging wurde eine Umnutzung beschlossen. Von 1984 an wurde unter Beteiligung der Bevölkerung mit der Renovierung begonnen. Seit April 1994 werden neben Werken chiotischer Künstler auch die Werke von Künstlern aus ganz Griechenland ausgestellt.

### Kirchen
Kathedrale SS. Victores
Die „Kathedrale der heiligen Victores“ (Μητρόπολη της Χίου (Άγιοι Βίκτωρες)) ist den heiligen Victor, Vincentius und Menas geweiht (Ναός των Αγίων Μηνά, Βίκτωρος και Βικεντίου) und befindet sich im Zentrum neben der Korais-Bibliothek. Sie ist die orthodoxe Bischofskirche. 1888 wurde die Kathedrale im neobyzantinischen Stil an der Stelle des beim Erdbeben 1881 zerstörten Vorgängerbaus errichtet. Der Reliquienschrein des Märtyrers Heiliger Isidor befindet sich seit 1967 in der Kathedrale. Zuvor wurden die Reliquien im Markusdom in Venedig aufbewahrt.
St.-Isidorus-Basilika
Reste der frühchristlichen St.-Isidorus-Basilika (Βασιλική του Αγίου Ισιδώρου) befinden sich ein km nördlich des Stadtzentrums in der Nähe des Bezirkskrankenhauses im Ortsteil Letsena. Aufgrund der zahlreichen römischen Bauelemente wird vermutet, dass die Basilika im 5. Jahrhundert auf den Ruinen eines römischen Gebäudes errichtet wurde. Später wurde die Kirche immer wieder umgebaut, so entstand später eine dreischiffige Basilika. Anschließend wurde sie zu einem kreuzförmigen Kirchenbau mit Turm und Apsis ausgebaut. Diese Kirche wurde am 20. März 1389 durch ein Erdbeben zerstört. Während der osmanischen Besatzungszeit wurde die Kirche an der Nordwand um ein Minarett erweitert. Bei einem weiteren Erdbeben im Jahre 1881 wurde die Kirche abermals zerstört. In der Krypta waren die Reliquien der Märtyrer von Chios, des Heiligen Isidor und der Heiligen Myrope aufbewahrt.

### Bauwerke
Festung von Chios

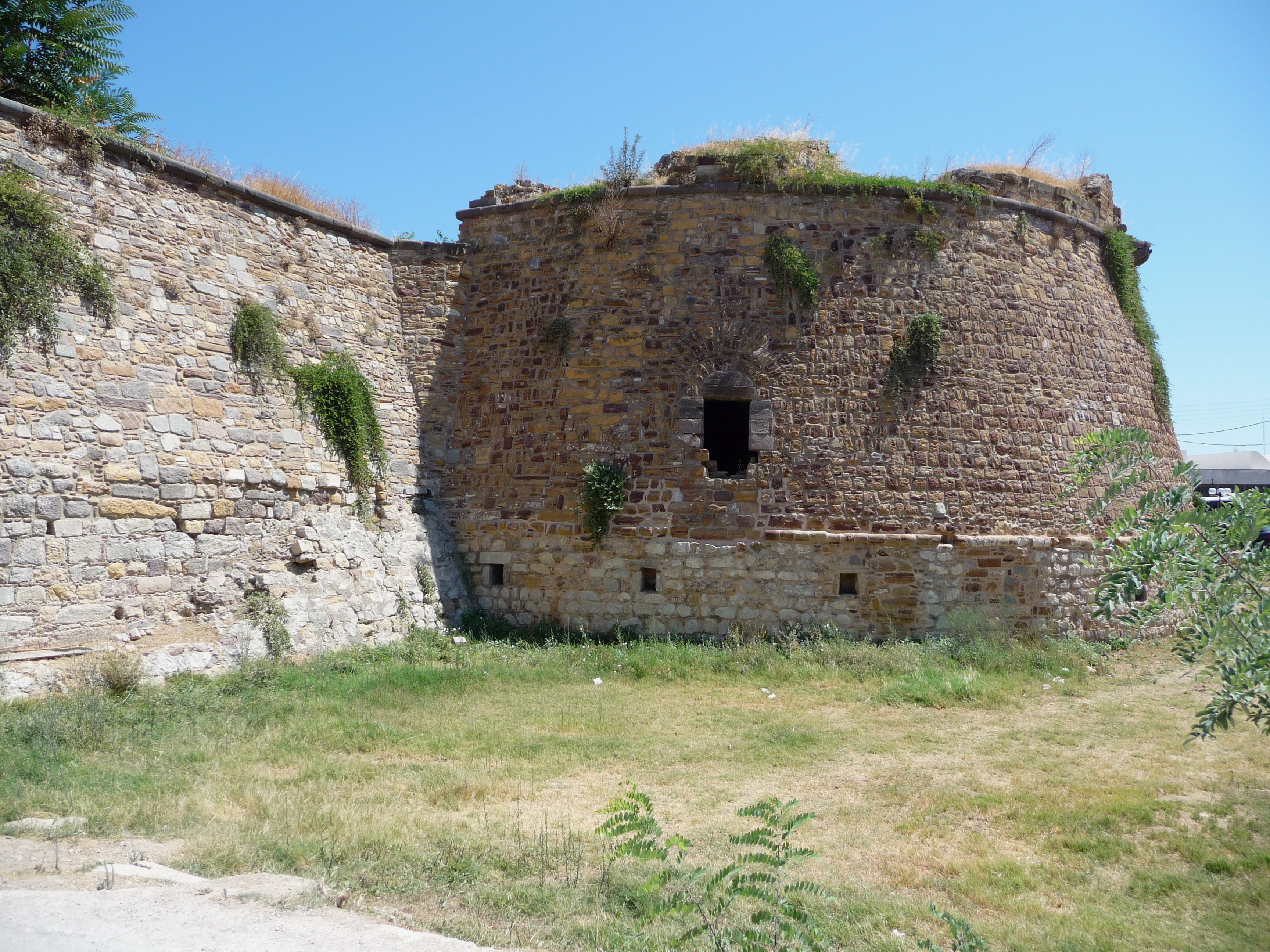
Alter Festungsturm in Chios Stadt

Die Festung von Chios ("Frourio" Φρούριο oder "Kastro" Κάστρο) liegt nördlich des Hafens und grenzt mit der östlichen Mauer ans Meer. Mit dem Bau wurde im späten 10. Jahrhundert während der byzantinischen Zeit begonnen, aus dieser Zeit blieb aber nichts erhalten. Nachdem die Genueser 1304 einen Handelsstützpunkt errichteten wurde die Festung ausgebaut und ab der genuesischen Besetzung seit 1346 umfassend verstärkt, u. a. wurde ein Wassergraben angelegt. Die Um- und Ausbauten während der osmanischen Herrschaft bis zur Griechischen Revolution prägen noch heute das Bild im Inneren der Festung. In der kurzen, etwa fünfeinhalbmonatigen venetianischen Besatzung wurden das Haupttor und die Nordostbastion errichtet. Beim Ausbau des Hafens im frühen 20. Jahrhundert wurde der südliche Teil der Festung abgebrochen.
Innerhalb der Festung von Chios sind zahlreiche bedeutende Gebäude und Bauwerke aus unterschiedlichen Zeiten zu finden.
- Kirche St. Georgius (Ágios Geórgios/Αγίος Γεωργίος) aus dem Jahre 933 n. Chr., war ursprünglich eine katholische Kirche und wurde später als Moschee (Eske Tzami) genutzt
- Krya Vrysi (Κρύα Βρύση), eine halb unterirdische Zisterne aus byzantinischer Zeit
- Giustiniani-Palast (Παλατάκι του Ιουστινιάνι), der ehemalige Palast der genuesischen Familie Giustiniani vom Ende des 14. Jahrhunderts beherbergt heute ein kleines Museum. Es sind u. a. byzantinische Fresken aus der Kirche Panagia Krina (Παναγία Κρήνα) in der Nähe von Vavili aus dem 13. Jahrhundert sowie weitere frühchristliche und byzantinische Ikonen und Skulpturen ausgestellt.[17]
- Porta Maggiore (Πόρτα Ματζόρε), das Haupttor wurde während der kurzen venezianischen Besatzungszeit Ende des 17. Jahrhunderts wieder aufgebaut und nach den damaligen Erfordernissen verstärkt. Über dem Tor wurden der Markuslöwe und der Name des Dogen Silvestro Valier angebracht.
- Zeno-Turm (Πύργος Θήτα), die während venezianischen Besatzungszeit neu errichtete nordöstliche Bastion wurde nach dem Generalkapitän der venezianischen Flotte, Antonio Zeno, benannt.
- Türkische Bäder (Χαμάμ) aus dem 18. Jahrhundert
- Bairakli-Moschee (Μπαϊρακλή Τζαμί), seltener Chamidie-Moschee (Χαμηδιέ Τζαμί), erbaut 1892 an der Stelle einer ehemaligen genuesischen Kirche
- Koulas (Κουλάς). Es soll sich bei dem aus antikem Baumaterial errichteten türkischen Wachturm um den höchsten Turm der Insel handeln. Im Gegensatz zu den übrigen Türmen besitzt der Koulas einen halbkreisförmigen Grundriss.[18]
- Türkischer Friedhof, auf dem Friedhof wurden bedeutende Personen aus der Zeit von 1822 bis 1890 bestattet. Darunter befindet sich auch das Grab des türkischen Admirals Nasuhzade Ali Pascha, der 1822 bei einem Anschlag durch Kanaris getötet wurde. Auf den aufwändig gestalteten Grabstelen vermischen sich Elemente aus türkischem Barock und griechischer Volkskunst.

Nationalbank von Griechenland
Das neoklassizistische Gebäude der National Bank of Greece (Εθνική Τράπεζα της Ελλάδος) stammt aus dem Jahr 1926, als die Bank eine reine Geschäftsbank wurde. Das dreistöckige Gebäude mit erhöhtem Fundament wurde eigens dafür geplant um im Erdgeschoss die Nationalbank und im Obergeschoss das Büro des Direktors unterzubringen. Per Ministerbeschluss wurde das Gebäude mit dem umliegenden Gebiet 1986 unter Denkmalschutz gestellt. Weitere Anbauten folgten 1994.

### Kambos

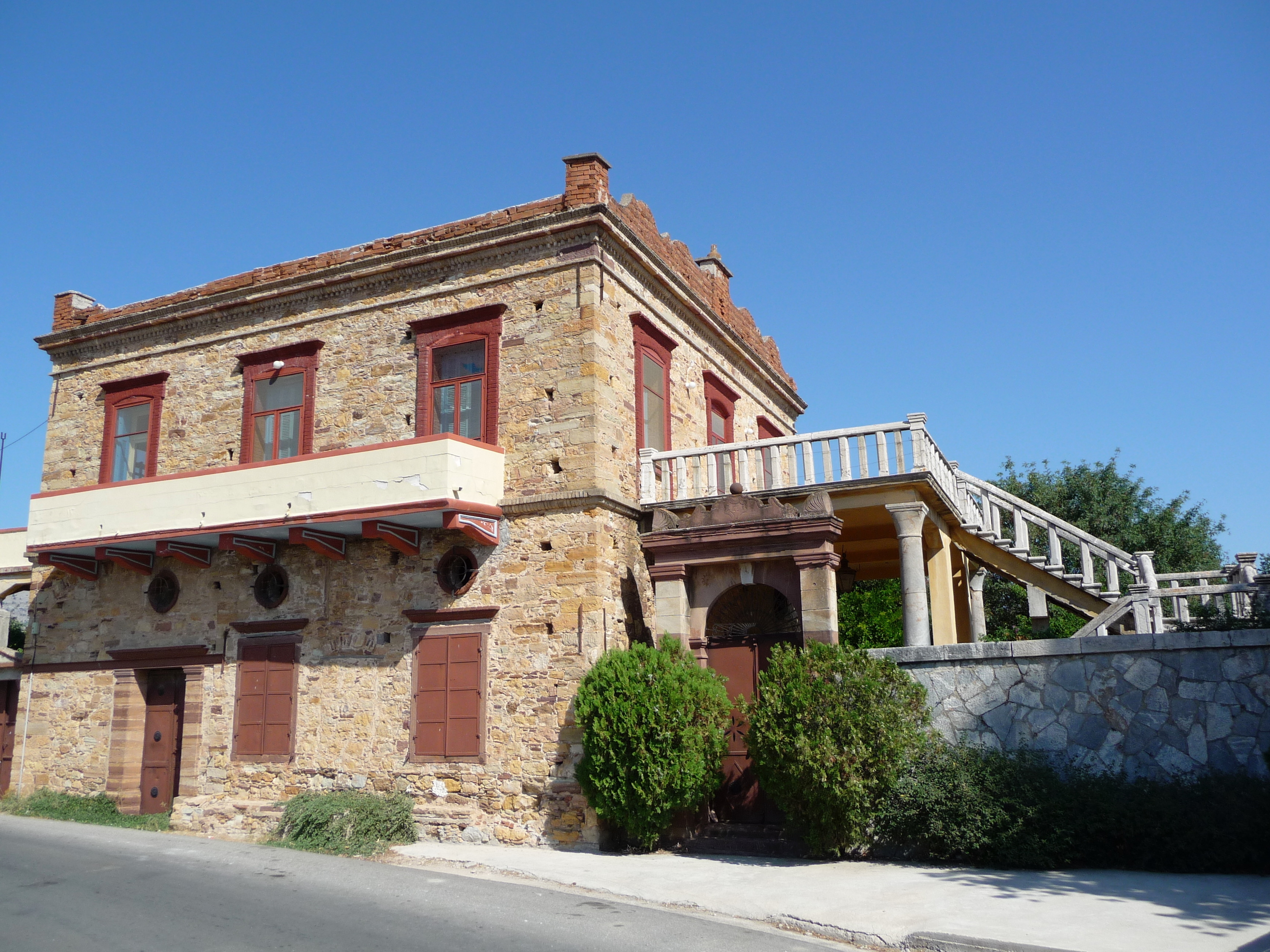
Typisches Herrenhaus in Kambos

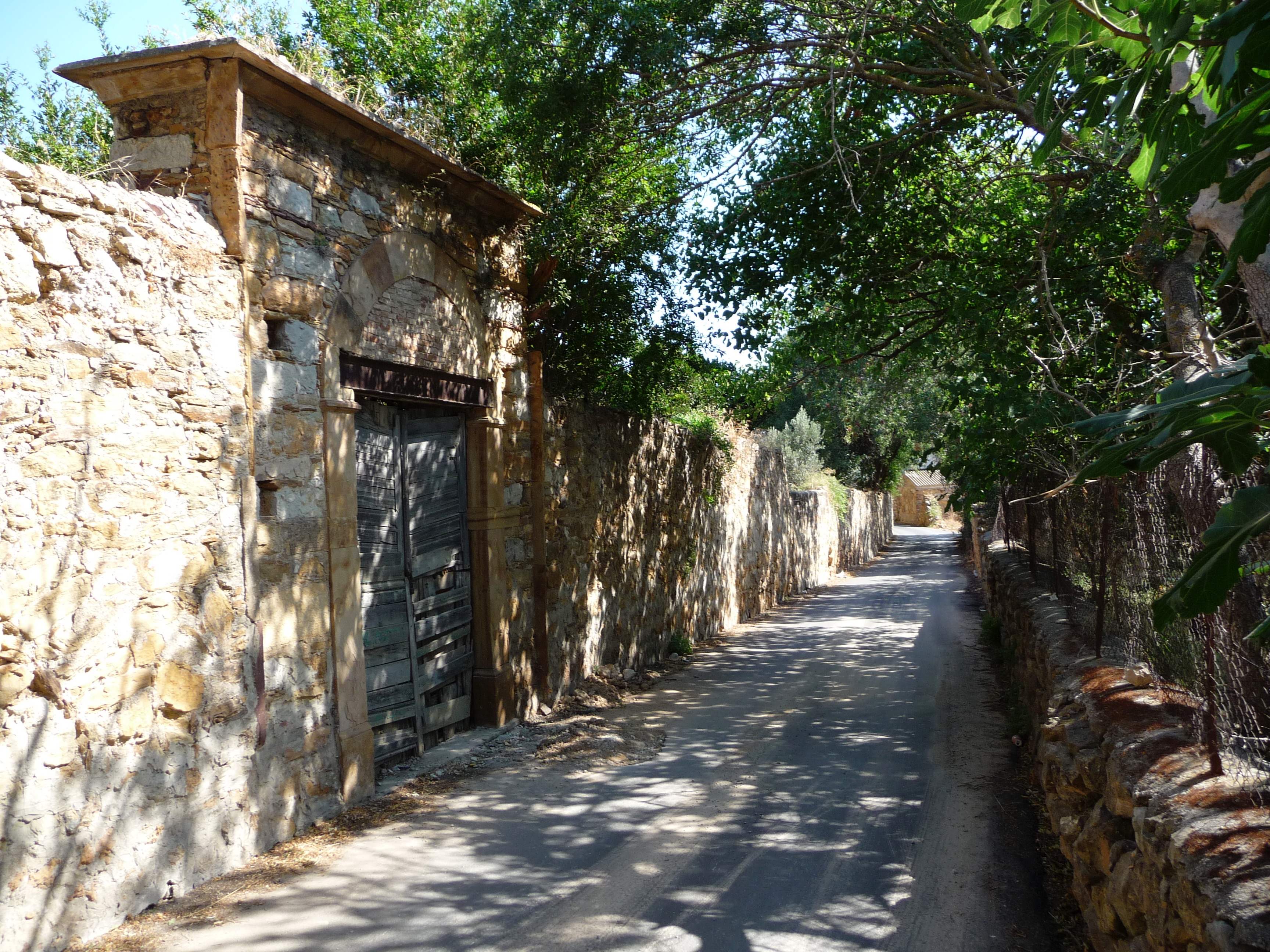
Typische Strasse in Kambos

Die fruchtbare Ebene von Kambos liegt südlich der Stadt, umfasst etwa 20 km² und reicht bis in die Nachbargemeinden Agios Minas und Kambochora. Die Gegend war bereits in byzantinischer Zeit bewohnt. Als die Genueser im 14. Jahrhundert die Herrschaft über die Insel übernahmen, errichteten sie hier ihre Landsitze. Später folgten griechische Kaufleute und der Landadel. Durch den Wasserreichtum konnte sich eine reichhaltige Wohn- und Kulturlandschaft entwickeln. Die repräsentativ ausgestatteten Herrenhäuser mit den zugehörigen Grundstücken sind von hohen Mauern umgeben. Hinter den Mauern wurden Obstgärten, vorwiegend mit Zitronenbäumen angelegt. Beim Erdbeben von 1881 wurden viele Gebäude beschädigt oder zerstört, die meisten wurden auf den Fundamenten wiedererrichtet. Inzwischen dienen viele Häuser als Sommersitz, andere wurden zu Hotelbetrieben umfunktioniert. Die Gemeinde Chios besitzt seit 1938 das Anwesen Mavrokordatiko, das 1736 von der Familie Mavrokordatos erbaut wurde; heute ist dort ein Hotel untergebracht. Einige der Anwesen wurden 1992 per Ministerialerlass zu historischen Denkmälern ausgewiesen, das ganze Gebiet von Kambos vom Griechischen Kulturministerium zum Kulturdenkmal erklärt.

## Verkehr

### Flugverkehr

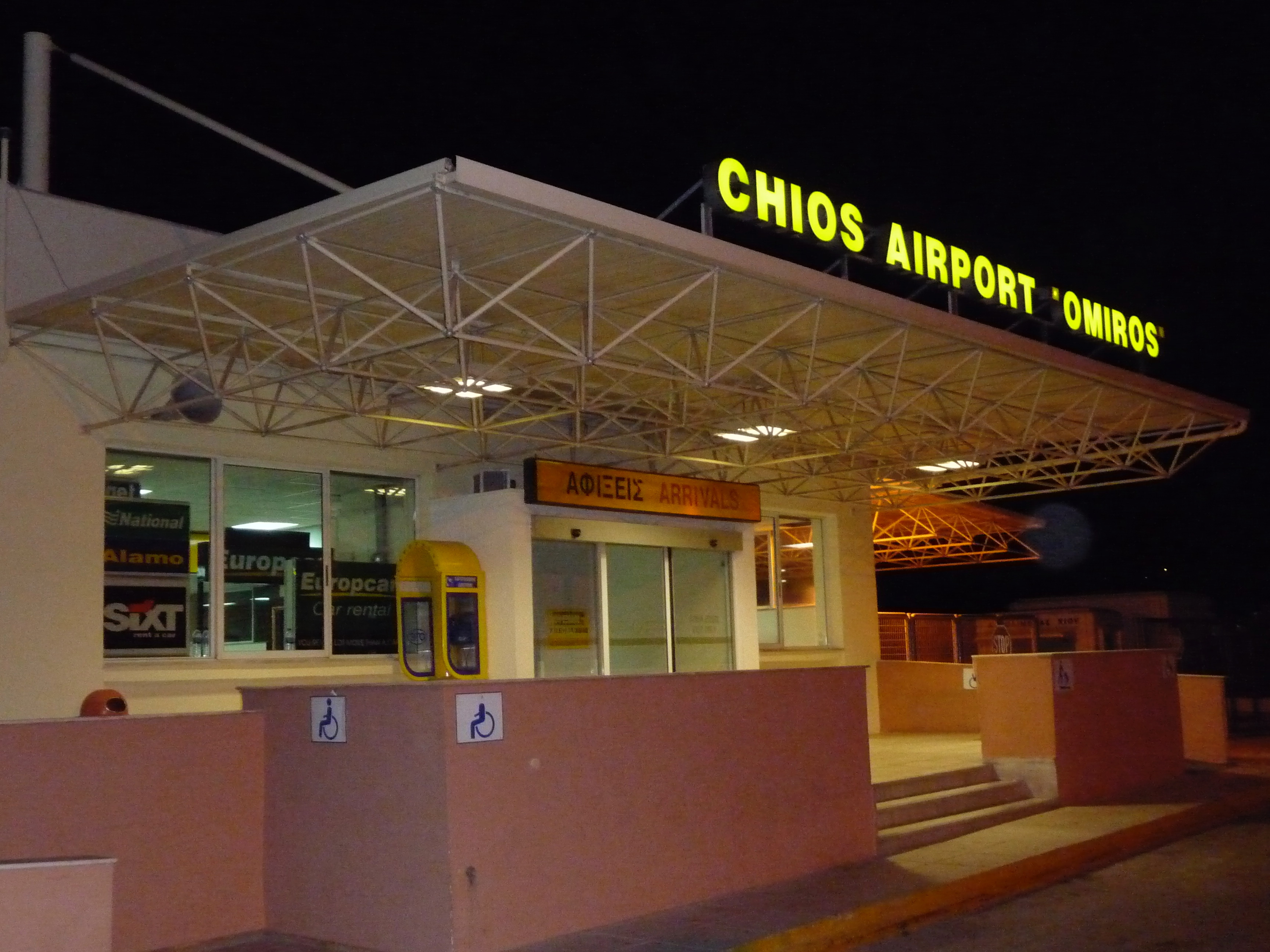
Haupteingang des Flughafens Omiros (Homer) aus dem Jahr 2009

Der Nationale Inselflughafen Omiros (Κρατικός Αερολιμένας Χίου, Όμηρος) liegt etwa 3 km südlich des Stadtzentrums. Linienflüge von Athen werden von der nationalen griechischen Fluglinie Olympic Airways und von Aegean Airlines angeboten. Zusätzlich bietet Olympic Airlines Direktflüge von Lesbos, Samos, Rhodos und Thessaloniki an.

### Fährverkehr
Tägliche Direktverbindungen von Piräus bieten Hellenic Seaways und NEL Lines an. Zu den benachbarten Inseln und auch nach Çeşme in der Türkei existieren regelmäßige Verbindungen. Zusätzlich sind Verbindungen von Thessaloniki und Kavala im Norden über Mytilini und Samos bis nach Rhodos im Süden möglich.

### Busverkehr
Der zentrale Busbahnhof der Insel ist im selben Gebäude wie das Passagierterminal des Hafens untergebracht. Für die Stadt existiert ein eigenes Liniennetz.

## Persönlichkeiten
- Georgios Glarakis (1789–1855), Gelehrter, Arzt, Philosoph und Politiker
- Ioannis Pesmazoglou (1918–2003), Wirtschaftswissenschaftler und Politiker
- Marios Kapotsis (* 1991), Wasserballspieler

## Universität
Der Wirtschaftswissenschaftliche Bereich der Universität der Ägäis (Πανεπιστήμιο Αιγαίου) ist in der Stadt mit den Fachbereichen
- Verwaltungswirtschaft
- Schifffahrt, Handel und Transport
- Finanzwirtschaft und Finanztechnik

untergebracht.

## Städtepartnerschaften
Chios unterhält mit folgenden Städten Partnerschaften
- Brezno, Slowakei
- Genua, Italien seit 1985
- Kyrenia, Zypern
- Dinant, Belgien